# Vicky Jolling
Vicky Jolling (Beerse, 3 juli 1984) is een Vlaamse tv-presentatrice, met name bekend van belspelletjes.
Ze presenteerde haar laatste belspelletjes op 28 december 2007 bij VT4 en VIJFtv. De opnames hiervoor vonden plaats in het gebouw van de Nederlandse zender SBS6 te Amsterdam. Daarna maakte ze de overstap naar VTM / 2BE om daar belspelletjes te presenteren, ze maakte er haar debuut op 1 februari 2008.
In 2006 deed ze ook mee aan de voorrondes van Comedy Casino Cup, maar sneuvelde daar al in de eerste ronde omdat ze haar tekst vergeten was. 
Sinds 1 april 2009 is ze aan de slag gegaan bij Life!tv, ze werkt hier onder meer als omroepster.  
In september 2010 besluit ze te stoppen met het presenteren van belspelletjes, op 21 september 2010 was haar laatste uitzending Woordzoeker op 2BE.